# Şehzade Ahmed Nuri
Şehzade Ahmed Nuri Efendi (turco ottomano: شہزادہ احمد نوری; Istanbul, 12 ottobre 1878 – Nizza, 7 agosto 1944) è stato un principe ottomano, figlio del sultano Abdülhamid II e della consorte Bedrifelek Kadın.

## Origini
Şehzade Ahmed Nuri nacque il 12 ottobre 1878 a Istanbul, nel Palazzo di Yıldız. Suo padre era il sultano ottomano Abdülhamid II e sua madre la consorte Bedrifelek Kadın. Aveva un fratello maggiore, Şehzade Mehmed Selim, e una sorella maggiore, Zekiye Sultan.
Venne circonciso nel 1891 insieme ai suoi fratellastri Şehzade Mehmed Abdülkadir e Şehzade Mehmed Burhaneddin.
Venne istruito prima al Padiglione Ihlamur e poi al Collegio militare ottomano. Ricoprì i gradi di maggiore, colonnello e brigadiere nell'esercito ottomano.
Nel 1909 suo padre venne deposto ed esiliato a Salonicco. Il nuovo sultano, Mehmed V, fratellastro minore di Abdülhamid, espulse da Palazzo di Yıldız tutti i membri della famiglia del deposto sultano rimasti a Istanbul. Nuri, col fratello e la madre, si stabilì prima da sua sorella Zekiye, poi in una villa a Büyükdere e infine in una a Feneryolu.

## Esilio
Nel 1924 la dinastia ottomana venne esiliata.
Nuri e la moglie si stabilirono a Nizza, in Francia. Nel 1925, con gli altri figli e consorti di Abdülhamid, assegnò a Sami Günzberg, noto avvocato ebreo, il compito di recuperare l'eredità requisita dal governo repubblicano turco, ma con scarso successo.
Nuri si ritrovò presto in difficoltà economiche, e anche io ricavato dalla vendita della sua villa privata a Istanbul non durò a lungo. Fu aiutato da un giovane greco con cui aveva stretto amicizia, che gli offrì una piccola somma. Con quella, iniziò a produrre saponi e altri articoli da bagno, creando un piccolo commercio che per qualche anno gli permise di andare avanti. Parallelamente, suonava il pianoforte nelle sale cinematografiche mute

## Morte
Con lo scoppiò della seconda guerra mondiale, Nuri perse il lavoro. Rimasto vedovo nel 1940, si ritrovò nella totale indigenza.
Lo ritrovarono morto di inedia in un parco pubblico di Nizza la mattina del 7 agosto 1944. In tasca, aveva una lettera su cui aveva scritto: "Se mi trovi morto, non accusare nessuno, perché sono morto di fame. Mi guadagnavo da vivere suonando il pianoforte in un cinema, ma ora ho perso il lavoro. Per favore, seppelliscimi come un mussulmano".
Venne sepolto nel cimitero mussulmano di Nizza, nel lotto dei poveri.

## Famiglia
Şehzade Ahmed Nuri ebbe una sola moglie, Fahriye Zişan Hanım.
Circassa, nata nel 1883, era figlia di Ilyas Ali Bey, ufficiale dell'esercito ottomano e la cui moglie era amica di Bedrifelek Kadın, madre di Nuri. Descritta come molto bella, Nuri la incontrò quando visitò la scuola femminile Mekteb-i Tahsil, situata a Şehzadebaşı, di cui suo fratello maggiore Şehzade Mehmed Selim era direttore. Si sposarono nel 1900.
Fahriye era molto amata dal suocero, il sultano Abdülhamid II, che le conferì l'Ordine della Carità, di solito concesso solo alle principesse del sangue, per il modo in cui si prese cura di suo marito dopo che aveva subito un intervento per l'ernia, di cui soffrì comunque per tutta la vita. Nuri se l'era procurata un venerdì quando, di ritorno dalla moschea, un involto venne gettato nella sua auto. Nuri, credendo fosse una bomba, saltò fuori dall'auto, danneggiandosi la schiena nella caduta. L'involto si rivelò poi essere un neonato orfano.
Nuri e Fahriye non riuscirono ad avere figli, ma nonostante ciò il principe, innamorato della moglie, scelse di non prendere altre consorti. Per esaudire la consorte, accolse nella loro casa la sorella maggiore di Fahriye, che era rimasta vedova. Nel 1919, si separarono temporaneamente a causa di un atto di Nuri non meglio specificato, che causa "angoscia" alla moglie. 
Fahriye morì nel 1940 a Nizza, dove aveva seguito il marito in esilio. Nuri la fece seppellire nel Monastero di Solimano a Damasco, in Siria, insieme ai membri di sangue della dinastia morti in esilio.

## Personalità
Şehzade Ahmed Nuri venne descritto come una persona molto intelligente, sensibile, e che per questo soffrì sempre eccessivamente delle disgrazie grandi e piccole.
Interessato all'arte, musica, pittura, architettura, aveva un talento straordinario per la pittura. Prese lezioni dal pittore italiano Salvatore Valery, che insegnò anche al Sanâyi-i Nefise Mektebi. Dipingeva anche su vetro. Nel 1901, per i venticinque anni sul trono di suo padre, gli regalò un enorme pannello di vetro su cui aveva dipinto un paesaggio marittimo, un lavoro costatogli giorni. Era anche interessato alla chimica.

## Onorificenze
Şehzade Ahmed Nuri venne insignito delle seguenti onorificenze:
- Ordine della Casa di Osman, ingioiellato
- Ordine della Gloria, ingioiellato
- Ordine di distinzione, ingioiellato
- Ordine di Osmanieh, ingioiellato
- Ordine dei Medjidie, ingioiellato
- Medaglia Imtiyaz, argento
- Medaglia Imtiyaz, oro
- Medaglia di guerra Liakat, oro
- Medaglia Liakat, oro
- Medaglia Hicaz Demiryolu, oro
- Medaglia di guerra Imtiyaz, oro
- Medaglia Iftikhar Sanayi, oro
- Medaglia della guerra greca, oro

## Cultura popolare
Nella serie TV storica turca del 2017 Payitaht: Abdülhamid, Nuri è interpretato dall'attore turco Kemal Uçar.